# Littleton (New Hampshire)
Pour les articles homonymes, voir Littleton.
Littleton est une ville du comté de Grafton dans l'État du New Hampshire aux États-Unis. Sa population était 5 928 habitants au recensement de 2010. Située à la limite nord des Montagnes Blanches, Littleton est bordé au nord-ouest par la rivière Connecticut.
Sa superficie totale est de 140 km2.

## Source
- (en) Cet article est partiellement ou en totalité issu de l’article de Wikipédia en anglais intitulé « Littleton, New Hampshire » (voir la liste des auteurs).